# Jupiter Ascending
Jupiter Ascending (bra: O Destino de Júpiter; prt: A Ascensão de Júpiter ou Ascensão de Júpiter) é um filme estadunidense de 2015, dos gêneros ação, aventura e ficção científica, escrito e dirigido por Lily e Lana Wachowski, parcialmente baseado na Odisseia, de Homero.
Protagonizado por Mila Kunis e Channing Tatum, o filme tem sua trama centrada em Jupiter Jones, uma faxineira, e Caine Wise, um guerreiro interplanetário que informa a Jones que seu destino se estende além da Terra.

## Elenco
- Mila Kunis - Jupiter Jones[13]
- Channing Tatum - Caine Wise[14][15]
- Sean Bean - Stinger Apini[13][16][17]
- Eddie Redmayne - Balem Abrasax.[13]
- Douglas Booth - Titus Abrasax,[13]
- Tuppence Middleton - Kalique Abrasax[13]
- Gugu Mbatha-Raw - Famulus[18][19]
- Terry Gilliam - Ministro[20][21]
- David Ajala - Ibis[22]
- Ariyon Bakare - Greeghan
- James D'Arcy - Maximilian Jones
- Kick Gurry - Vladie
- Bae Doona - Razo
- Charlotte Beaumont - Kiza[23]
- Tim Pigott-Smith - Malidictes
- Edward Hogg - Chicanery Night[24]
- Nikki Amuka-Bird - Diomika Tsing
- Vanessa Kirby - Katharine Dunlevy
- Maria Doyle Kennedy - Aleksa
- Christina Cole - Gemma Chatterjee